# 음예예찬
음예예찬(陰翳礼讃, In'ei Raisan, In Praise of Shadows)는 일본 작가 다니자키 준이치로가 1933년에 쓴 일본의 미학에 관한 에세이이다. 이 책은 1977년 일본 문학 전공 학생들인 토머스 J. 하퍼(Thomas J. Harper)와 에드워드 세이덴스티커(Edward Seidensticker)에 의해 영어로 번역되었다. 그레고리 스타(Gregory Starr)의 새로운 번역본이 2017년에 출판되었다.

## 주제
소라 북스 에디션의 16개 섹션 주제는 다음과 같다.
- 공사중
- 화장실의 미학
- 다른 코스
- 소설가의 백일몽
- 종이, 주석, 흙 위에
- 촛불과 칠기
- 국물 그릇
- 그림자의 수수께끼
- 기괴한 침묵
- 어둠 속의 반사
- 무대 위의 그림자
- 늙은 여자
- 어둠 속의 아름다움
- 그림자의 세계
- 완전한 어둠 속에서 시원한 바람
- 마지막 불평